# Liste der Einträge im National Register of Historic Places im Assumption Parish

Lage des Assumption Parish in Wisconsin

Die Liste der Registered Historic Places im Assumption Parish in Louisiana führt alle Bauwerke und historischen Stätten im Assumption Parish auf, die in das National Register of Historic Places aufgenommen wurden.

## Legende
| NRHP | Historic Place             |
| NHL  | National Historic Landmark |

## Aktuelle Einträge
| [ 2 ] | Name                                                | Bild                                                | Eintragsdatum        | Lage                                                                    | Ort                        | Beschreibung |
| ----- | --------------------------------------------------- | --------------------------------------------------- | -------------------- | ----------------------------------------------------------------------- | -------------------------- | ------------ |
| 1     | Assumption Parish Courthouse and Jail               | Assumption Parish Courthouse and Jail               | 1997 ID-Nr. 97000057 | 4809 LA 1 29° 56′ 28″ N, 91° 1′ 28″ W                                   | Napoleonville              |              |
| 2     | Belle Alliance                                      | Belle Alliance                                      | 1998 ID-Nr. 98001425 | LA 308 30° 3′ 20″ N, 91° 1′ 59″ W                                       | südlich von Donaldsonville |              |
| 3     | Christ Episcopal Church and Cemetery                | Christ Episcopal Church and Cemetery                | 1977 ID-Nr. 77000666 | LA 1 zwischen Courthouse Street und LA 1008 29° 56′ 30″ N, 91° 1′ 33″ W | Napoleonville              |              |
| 4     | Church of the Assumption of the Blessed Virgin Mary | Church of the Assumption of the Blessed Virgin Mary | 1979 ID-Nr. 79001051 | LA 308 29° 59′ 24″ N, 91° 1′ 24″ W                                      | Plattenville               |              |
| 5     | LaBarre House                                       | LaBarre House                                       | 2008 ID-Nr. 08001019 | Louisiana Highway 1 29° 55′ 35,6″ N, 91° 0′ 0″ W                        | Napoleonville              |              |
| 6     | Madewood                                            | Madewood                                            | 1973 ID-Nr. 73000860 | LA 308 29° 55′ 33″ N, 90° 59′ 39″ W                                     | Napoleonville              |              |
| 7     | St. Anne Catholic Church                            | St. Anne Catholic Church                            | 2001 ID-Nr. 01000492 | St. Joseph Stret 29° 56′ 16″ N, 91° 1′ 35″ W                            | Napoleonville              |              |
| 8     | St. Elizabeth Catholic Church                       | St. Elizabeth Catholic Church                       | 1983 ID-Nr. 83000486 | LA 402 29° 59′ 41″ N, 91° 3′ 32″ W                                      | Paincourtville             |              |
| 9     | St. Philomene Catholic Church and Rectory           | St. Philomene Catholic Church and Rectory           | 1983 ID-Nr. 83000487 | LA 1 29° 50′ 21″ N, 90° 57′ 16″ W                                       | Labadieville               |              |